# 坂中英徳
坂中 英徳（さかなか ひでのり、1945年〈昭和20年〉5月5日 - 2023年〈令和5年〉10月20日）は、日本の法務官僚。外国人政策研究所設立者。
法務省で34年間入国管理行政に携わり、東京入国管理局長、名古屋入国管理局長、福岡入国管理局長、仙台入国管理局長などを歴任。在日朝鮮人との出会いをきっかけに「50年間で移民1000万人受け入れる」という「移民1000万人計画」を提唱し、移住を推進しないで衰退する「小さな日本」ではなく、移住を推進する「大きな日本」を目指すべきだと主張していた。

## 経歴
- 1945年 日本統治時代の朝鮮・清州市生まれ
- 1970年 慶應義塾大学大学院法学研究科修士課程修了
  - 同年 法務省入省
- 1975年 入国管理局論文募集で「今後の出入国管理行政のあり方について」が優秀作となり、その後在日韓国・朝鮮人の法的地位の安定を唱えた「坂中論文」と呼ばれる政策提言を法制化し実現していく。
- 大阪入国管理局次長
- 1990年 日系人の単純労働を認めた出入国管理及び難民認定法の骨子作りを主導
- 1993年4月1日 法務省入国管理局参事官
- 1994年4月1日 法務省入国管理局審判課長
- 1995年4月1日 法務省入国管理局入国在留課長
- 1997年4月1日 仙台入国管理局長
- 1998年4月1日 福岡入国管理局長
- 2000年4月1日 名古屋入国管理局長
- 2002年4月1日 東京入国管理局長
- 2005年3月31日 依願退職
  - 同年8月 「外国人政策研究所」（現・移民政策研究所）を設立
  - 同年、代表として脱北帰国者支援機構を立ち上げ
- 2006年『入管戦記』でパピルス賞受賞
- 現在 「一般社団法人移民政策研究所」所長・人道移民支援センター長

## 人物
- 参議院議員の丸山和也（弁護士）、名古屋経済大学名誉教授の荒木和夫（公認会計士）らとは、入国管理局70年入局の同期である。
- 北朝鮮帰国者運動については「これだけ多くの人たちが日本から北朝鮮に向け出国した根本原因が、日本社会の朝鮮人差別にあったことは間違いありません。」と述べている（脱北帰国者支援機構 ホームページ）。
- 退職寸前の2005年2月、大手新聞に入国管理局への政治的圧力が日本の人身売買の温床になっていると告発した。興行ビザでの入国が事実上、外国人ホステスの調達手段となっており、こうした実態の原因には、政府による問題の放置と、興行界や代議士の圧力で入管行政が弱腰になったことがあると言及している。
- 在任中の2005年1月に国連難民高等弁務官事務所から難民と認定された外国人に対し退去強制を実施している。

## 政策
- 自民党の小池百合子が会長を務める「国際人材議員連盟」[4]において、「移民1000万人計画」を主張している。この政策は、1000万人の移民が、日本の10%人口を占める『多民族共生国家』を今後50年間で目指す内容。日本の移民政策に関する提言案のブレーンである[5]。
- 「『移民国家ニッポン』を目指して行動を開始する旨の宣言文」と自らブログ中において位置づける著書「移民国家ニッポン-1000万人の移民が日本を救う」 の中で、移民1000万人受け入れへの具体策を示し、少子化や労働力不足の対策として、日本は移民に広く門戸を開くべきとの意見を述べている。

## 著書
- 『今後の出入国管理行政のあり方について 坂中論文の複製と主要論評』日本加除出版　1989
- 『国際人流の展開』（日本加除出版、1996年）
- 『在日韓国・朝鮮人政策論の展開』日本加除出版　1999
- 『日本の外国人政策の構想』（日本加除出版、2001年）
- 『外国人に夢を与える社会を作る・縮小してゆく日本の外国人政策』（日本僑報社、2004年）
- 『入管戦記 「在日」差別、「日系人」問題、外国人犯罪と、日本の近未来』（講談社、2005年）
- 『日本型移民国家の構想』移民政策研究所　2009
- 『日本型移民国家への道』東信堂　2011
- 『人口崩壊と移民革命 坂中英徳の移民国家宣言』日本加除出版　2012

## 共著
- 『改正入管法の解説 新しい出入国管理制度』高宅茂共著　日本加除出版　1991
- 『出入国管理及び難民認定法 逐条解説』斎藤利男共著　日本加除出版　1994
- 『移民国家ニッポン-1000万人の移民が日本を救う』 (日本加除出版　2007年) 浅川晃広共著
- 『北朝鮮帰国者問題の歴史と課題』韓錫圭,菊池嘉晃共著　新幹社　2009

## 参照
1. ↑  『読売年鑑 2016年版』（読売新聞東京本社、2016年）p.261
2. 1 2 3  “坂中英徳さんが死去　元東京入国管理局長、移民政策研究所設立”. 朝日新聞デジタル (朝日新聞社). (2023年11月2日) 2023年11月2日閲覧。
3. 1 2  “在日韓国・朝鮮人との出会いが「移民1000万人政策」の原点になった”. 日経ビジネスオンライン.  日経BP (2009年11月27日). 2012年7月31日時点のオリジナルよりアーカイブ。2010年3月14日閲覧。
4. ↑  “外国人労働者と労働者不足に悩む国同士はWin-Winの関係”. NEWSポストセブン. (2014年6月5日) 2014年6月8日閲覧。アーカイブ
5. ↑  “少子化大国日本に「1000万人の移民を」 元法務官僚・坂中英徳氏が驚きの提言”. Independent Web Journal. (2014年5月16日) 2014年6月8日閲覧。